# Ferdinand I al Sfântului Imperiu Roman
Ferdinand I (n. 10 martie 1503, Alcalá de Henares, Coroana Castiliei – d. 25 iulie 1564, Viena, Monarhia Habsburgică) a fost un monarh din Casa de Habsburg. La moartea regelui Ludovic al II-lea, în 1526, a devenit rege al Boemiei și Ungariei, iar în 1556, la abdicarea fratelui său, împăratul Carol Quintul, a devenit împărat al Sfântului Imperiu Roman.  Ferdinand I era și principe al Transilvaniei între anii 1551-1556.
Deviza sa era Fiat justitia et pereat mundus: "Să se facă dreptate de-ar fi să piară pământul".

## Primii ani

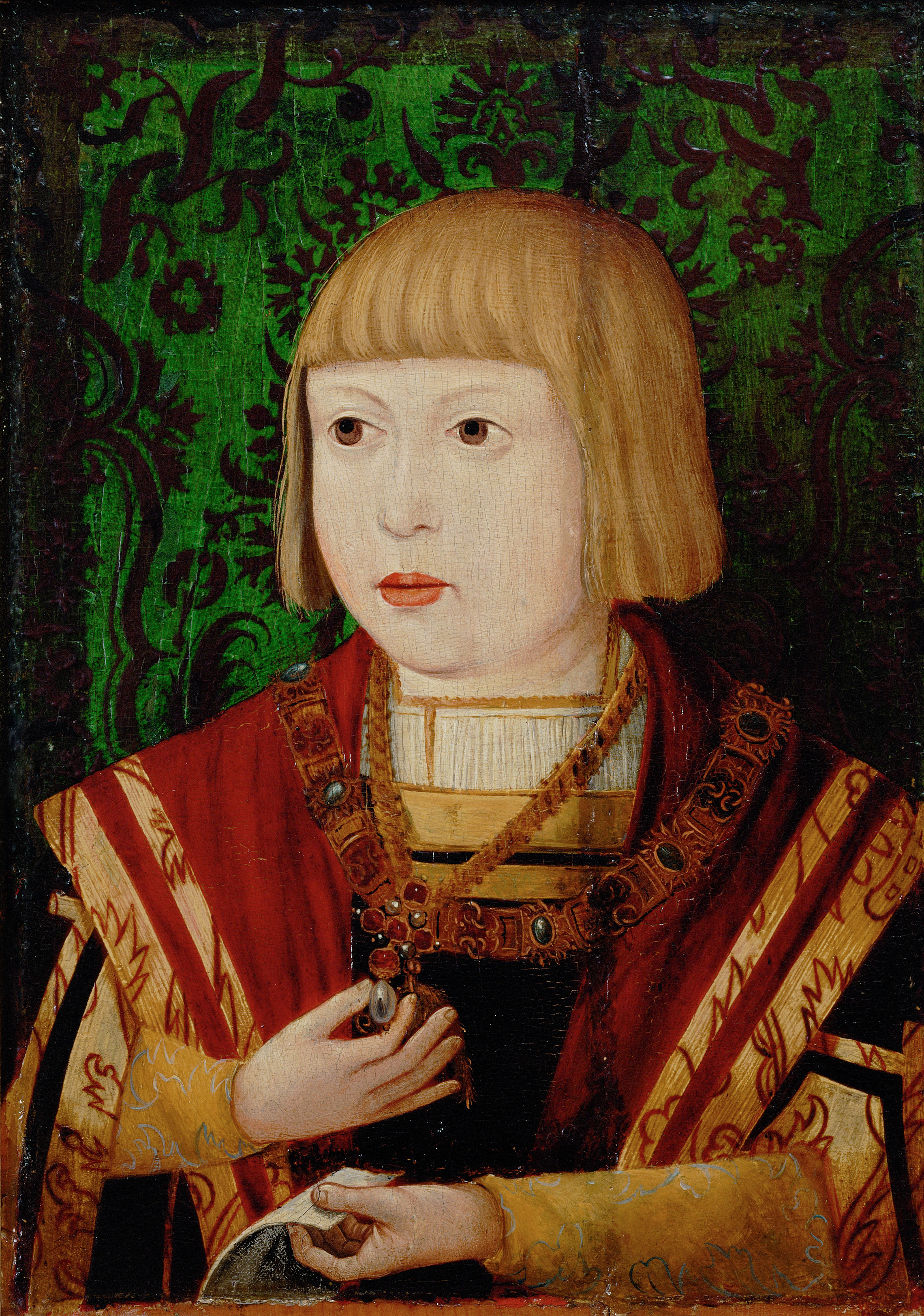
Tânărul Ferdinand în Spania, 1514.

Ferdinand s-a născut la Alcalá de Henares, la 40 de km de Madrid, ca al patrulea fiu al arhiducelui Filip cel Frumos și al infantei Ioana de Castilia. Ferdinand avea aceeași zi de naștere cu bunicul matern, Ferdinand al II-lea de Aragon.
Fratele său era Carol Quintul, căruia i-a urmat la tronul imperial. De asemenea, era nepotul împăratului Maximilian I, care încheiase o înțelegere cu regele Ungariei și Boemiei, Vladislav al II-lea, prin care Ferdinand al II-lea s-a căsătorit cu fiica acestuia Anna, refuzând prin aceasta o căsătorie propusă de Ioan Zapolya.

## Urcarea pe tron
După moartea împăratului romano-german Maximilian, cu toate împotrivirile fratelui său Carol Quintul, a moștenit principatele (Austriei, Tirolului). Prin faptul că nu cunoștea limba germană, a avut dificultăți cu populația Vienei, ceea ce a condus la executarea conducătorilor răzvrătiților din Viena, în frunte cu primarul Martin Siebenbürger.

## Influența otomană
În anul 1526, după ce regele Ungariei, Ludovic al II-lea, moare în bătălia de la Mohács (1526), Ferdinand devine rege al Boemiei și Sileziei (1527). Nu reușește să ocupe tronul Ungariei, fiind în dispută cu Ioan Zapolya, care - cu ajutorul sultanului Soliman I (Magnificul) - este încoronat ca rege al Ungariei, vasală turcilor, care ocupa cetatea Buda (Budapesta), și mai târziu asediază fără succes Viena. În înțelegerea de la Oradea (1538) Ferdinand I îl recunoaște pe Ioan Zapolya ca rege al Ungariei. După moartea lui Ioan Zapolya (1540) fiul acestuia, Ioan Sigismund Zápolya, sub regența mamei sale Izabella și sprijinit de otomani, moștenește tronul. Prin aceasta Imperiul Otoman a reușit să-și extindă influența în vest și să frâneze expansiunea austriacă reprezentată de Ferdinand, care în 1531 este recunoscut de adunarea nobililor din Köln ca rege german. În Boemia, în bătălia de la Mühlberg (1547), Ferdinand a înnăbușit o revoltă a protestanților. Mai târziu fiul lui Ferdinand, Maximilian al II-lea, simpatizează cu protestanții, ceea ce atrage după sine o serie de neînțelegeri. În 1556 Carol Quintul a renunțat la tron, astfel că Ferdinand a devenit împărat. Cu toate că a fost un catolic convins, a recunoscut din timp influența tot mai puternică a protestanților, pe care i-a tolerat. Omul său de încredere în Transilvania și Ungaria a fost Peter Haller, primarul Sibiului.

## Copii
- Elisabeta de Austria (9 iulie 1526 - 15 iunie 1545); în 1543 s-a căsătorit cu viitorul rege Sigismund al II-lea Augustus al Poloniei și Lituaniei.
- Maximilian al II-lea, Împărat al Sfântului Imperiu Roman (31 iulie 1527 - 12 octombrie 1576); căsătorit cu verișoara lui primară Maria a Spaniei; a avut copii.
- Anna, Ducesă de Bavaria (7 iulie 1528 - 16 octombrie/17 octombrie 1590); căsătorită cu Albert al V-lea, Duce de Bavaria.
- Ferdinand al II-lea, Arhiduce de Austria (14 iunie 1529 - 24 ianuarie 1595); căsătorit cu Philippine Welser, apoi cu nepoata sa, Anne Juliana Gonzaga.
- Maria de Austria (15 mai 1531 - 11 decembrie 1581); căsătorită cu Wilhelm, Duce de Jülich-Cleves-Berg.
- Magdalena de Austria (14 august 1532 - 10 septembrie 1590); călugăriță.
- Caterina de Austria (15 septembrie 1533 - 28 februarie 1572); în 1553 s-a căsătorit cu fostul ei cumnat, regele Sigismund II Augustus al  Poloniei și Mare Duce de Lituania.
- Eleonora de Austria (2 noiembrie 1534 - 5 august 1594); căsătorită cu Wilhelm I, Duce de Mantua.
- Margareta de Austria (16 februarie 1536 - 12 martie 1567); călugăriță.
- Johann de Austria (10 aprilie 1538 - 20 martie 1539); a murit în copilărie.
- Barbara de Austria (30 aprilie 1539 - 19 septembrie 1572); căsătorită cu Alfonso II d'Este.
- Carol al II-lea, Arhiduce de Austria (3 iunie 1540 - 10 iulie 1590); tatăl lui Ferdinand al II-lea, Împărat romano-german.
- Ursula de Austria (24 iulie 1541 - 30 aprilie 1543); a murit în copilărie.
- Elena de Austria (7 ianuarie 1543 - 5 martie 1574); călugăriță.
- Ioana de Austria (24 ianuarie 1547 - 10 aprilie 1578); căsătorită cu Francesco I de Medici, Mare Duce de Toscana. Strămoașa regilor Carol al II-lea al Angliei și Ludovic al XIII-lea al Franței.